# Ljiljana Ivanišević
Ljiljana Ivanišević je hrvatska rukometašica iz Splita. Igrala je za jugoslavensku reprezentaciju.